# Лесозащитный переулок (Киев)
Лесозащи́тный переу́лок (укр. Лісозахисни́й прову́лок) — переулок в Подольском районе города Киева, местность посёлок Шевченко. Пролегает от Лесозащитной до Ростовской улицы.

## История
Переулок возник в 50-х годах XX века под названием 721-я Новая улица. Современное название  — c 1953 года.